# Olszówka (powiat turecki)
Olszówka – wieś w Polsce położona w województwie wielkopolskim, w powiecie tureckim, w gminie Przykona.
W latach 1975–1998 miejscowość należała administracyjnie do województwa konińskiego.